# Der Eisenhans (2011)
Der Eisenhans ist ein deutscher Märchenfilm von Manuel Siebenmann aus dem Jahr 2011. Er beruht auf dem gleichnamigen Märchen der Brüder Grimm und wurde vom ZDF in Koproduktion mit Provobis, Moviepool und Tellux-Film für die Filmreihe Märchenperlen produziert.

## Handlung
Prinz Johannes feiert seinen 8. Geburtstag. Sein Vater schenkt ihm ein Pferd, seine Mutter einen goldenen Ball. Während der Feier erscheint plötzlich der Schwarze Ritter, der dem König anbietet, im verbotenen Wald nach dem Naturgeist zu suchen, der seit Jahren Angst und Schrecken verbreitet, viele Menschen das Leben gekostet hat. Schließlich verbot der König das Betreten des Waldes. Der König lehnt das Angebot des Schwarzen Ritters ab, den Geist zu fangen, da sein Verbot Gesetz ist und für alle gilt. Dennoch begibt sich der Schwarze Ritter mit zwei Knappen in den Wald und kann den Geist – den Eisenhans – mithilfe eines Schleppnetzes aus einem Teich fischen. Er bringt den Eisenhans zum König, der ihn einsperren lässt. Die einzige Belohnung, die der Schwarze Ritter erhält, ist die Freiheit, da er gegen das Gebot des Königs gehandelt hat und daher eingesperrt werden müsste. Wütend zieht der Schwarze Ritter ab.
Johannes ist neugierig, doch untersagt ihm die Königin jeglichen Kontakt mit dem Eisenhans. Eines Tages gelangt er doch zum Käfig, in dem der Mann gefangen ist, und wirft seinen neuen Ball so ungeschickt, dass Eisenhans ihn fangen kann. Um den Ball wiederzubekommen, muss Johannes den Käfig öffnen. Weil er Angst vor seinem Vater hat, der jedem, der den Käfig öffnet, mit dem Tod droht, nimmt Eisenhans Johannes mit in den Wald. Hier lernt Johannes die Natur und die Kräuter kennen. Seine einzige Aufgabe ist es, den Goldbrunnen rein zu halten und aufzupassen, dass nichts hineinfällt. Als Johannes seinen Daumen in das Wasser hält, färbt sich dieser golden. Der Eisenhans lässt die Verfehlung durchgehen. Als Johannes später jedoch bei der Arbeit einschläft und eine Strähne seines Haares in das Wasser gelangt und sich golden färbt, hat Eisenhans genug: Er weist ihn aus dem Wald und lässt ihn in der Ferne sein Glück suchen. Sollte er ihn jedoch je brauchen, muss Johannes nur nach dem Eisenhans rufen. Er geht in die Ferne und wird mit der Zeit erwachsen.
Johannes kommt eines Tages an ein Schloss, wo er zunächst als Küchenjunge arbeitet. Er verfeinert die Suppe des Königs mit Kräutern, und der König ist begeistert. Er lässt den Koch und Johannes zu sich rufen. Johannes trägt wie immer seine Kappe, die seine Goldsträhne verbirgt, und weigert sich, sie vor dem König abzunehmen. Für diese Unverschämtheit lässt der König ihn hinauswerfen, doch kommt Johannes beim Gärtner unter. Er legt sich ein Wildblumenbeet an. Als er eines Tages seine Kappe absetzt, strahlt seine Goldsträhne in der Sonne so sehr, dass die Prinzessin auf ihn aufmerksam wird. Sie lässt sich mehrmals Blumen von ihm bringen. Eines Tages ist sie betrübt, weil Krieg im Land herrscht. Der Schwarze Ritter versetzt die Menschen in Angst und Schrecken. Johannes will am Krieg teilnehmen, wird von den Rittern jedoch nur ausgelacht. Er geht in den Wald, wo er vom Eisenhans ein Pferd, eine rote Rüstung und Krieger erhält. So rettet er dem König das Leben, als der vom Schwarzen Ritter um ein Haar ermordet wird. Niemand kennt den Roten Ritter, und der König lässt dem Sieg zu Ehren ein Fest geben. Dabei sollen alle Ritter der Gegend eingeladen werden. Die Prinzessin wiederum wird sich auf dem Fest ihren Bräutigam wählen. Derjenige wird sie zur Frau erhalten, der einen von ihr geworfenen goldenen Apfel fängt. Johannes kommt spät zum Fest und fängt schließlich den Apfel in seiner Gärtnerkleidung. Der König ist entsetzt, doch eröffnet Johannes ihm, ein Prinz zu sein und ihm als Roter Ritter das Leben gerettet zu haben. Plötzlich erscheint der Schwarze Ritter, der heimlich freigelassen wurde, und fordert Johannes zum Duell. Mit Unterstützung des Eisenhans gewinnt Johannes, und der Schwarze Ritter fällt in einen tiefen Brunnen. Nun kann die Hochzeit stattfinden, zu der auch Johannes’ Eltern erscheinen. Er wiederum zieht am Ende mit der Prinzessin in den Wald, um ihr den Eisenhans zu zeigen. Dieser erscheint auch nach dreimaligem Rufen nicht – ein Zeichen, dass Johannes ihn nicht mehr braucht.

## Produktion

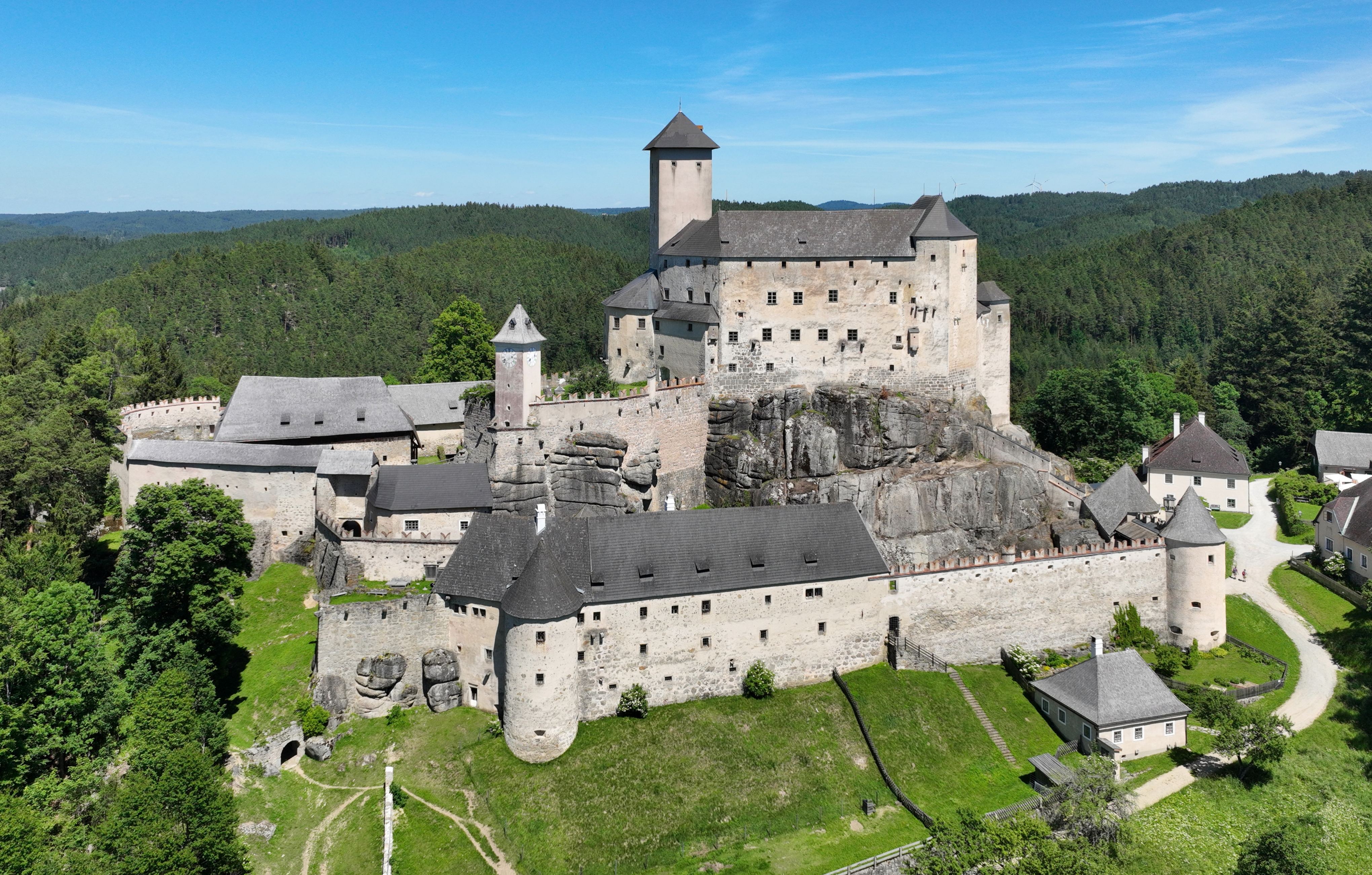
Burg Rappottenstein, ein Drehort des Films

Die Dreharbeiten zu Der Eisenhans fanden vom 21. Juni 2011 bis zum 16. Juli 2011 an Burg Finstergrün im Salzburger Land und Burg Rappottenstein in Niederösterreich statt. Die Kostüme schuf Zizi Lehner, die Filmbauten stammen von Rudolf Czettel. Die Fernseh-Premiere erfolgte am 24. Dezember 2011 im ZDF. Die Erstausstrahlung verfolgten 1,91 Millionen Zuschauer (Marktanteil 12,8 Prozent). Im November 2012 erschien der Film auf DVD.

## Kritik
„Stimmungsvoller (Fernseh-)Märchenfilm […], der vom Vertrauen in die eigene Kraft, aber auch von der Anstrengung handelt, unliebsame Aufgaben zu übernehmen“, fasste der film-dienst zusammen.

## Trivia
Die Darsteller der Prinzessin und des Prinzen – Paula Schramm und Laurence Rupp – lernten sich am Set kennen und wurden danach ein Paar.